# Henri Winkelman
Henri Gerard Winkelman (ur. 17 sierpnia 1876 w Maastricht, zm. 27 grudnia 1952 w Soesterberg) – holenderski generał, głównodowodzący holenderskich Królewskich Wojsk Lądowych podczas niemieckiej napaści na Holandię w trakcie II wojny światowej.

## Życiorys
W 1892 wstąpił do Królewskiej Akademii Wojskowej w Bredzie, w 1896 awansował na porucznika. W latach 1902–1905 uczęszczał do Wyższej Szkoły Wojskowej w Hadze, pracował następnie w sztabie generalnym. W 1923 został majorem. W 1931 roku awansowany na stopień generała majora.
W 1934 roku awansowany na generała porucznika, odszedł do rezerwy. W 1939 został zmobilizowany, został głównodowodzącym Koninklijke Landmacht. 14 maja 1940 roku podpisał akt kapitulacji wojsk holenderskich. Podczas wojny przebywał w niewoli niemieckiej. 1 października 1945 odszedł z zawodowej służby wojskowej.

## Odznaczenia
- Krzyż Kawalerski Orderu Wojskowego Wilhelma[3]
- Krzyż Wielki Orderu Lwa Niderlandzkiego (1946)[3]
- Krzyż Komandorski Orderu Świętego Olafa[3]
- Krzyż Komandorski Orderu Miecza[3]
- Order Lwa Białego III Klasy[3]